# Norman Keil

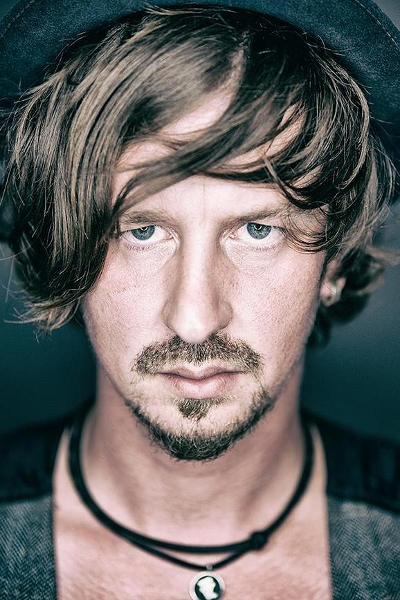
Norman Keil (2015)

Norman Keil (* 27. September 1980 in Erfurt) ist ein deutscher Sänger, Songschreiber und Produzent.

## Hintergrund
Norman Keil wuchs in Bad Tennstedt auf. Seit 2010 tritt er regelmäßig als Solokünstler und in Begleitung auf.
Live wird er von den Multiinstrumentalisten Nils Hofmann (Mandowar), Volker Rechin und Andreas Latzko begleitet.
Des Weiteren war Norman Keil von 2008 bis 2017 Gitarrist und Songschreiber der Rockband Wingenfelder (früher Fury in the Slaughterhouse). Lieder wie „Perfekt“, „Klassenfahrt“ und die Musik zu „Revolution“ und „Irgendwann zurück“ stammen aus Keils Feder.
Mit der Hymne "Springen in die Nacht" gibt er, aus seiner Sicht im Alter von zehn Jahren, seinen Standpunkt zum Mauerfall und der Wiedervereinigung Deutschlands im Jahr 1989 wieder.
Norman Keil lebt mit seiner Familie bei Marburg/Gießen.

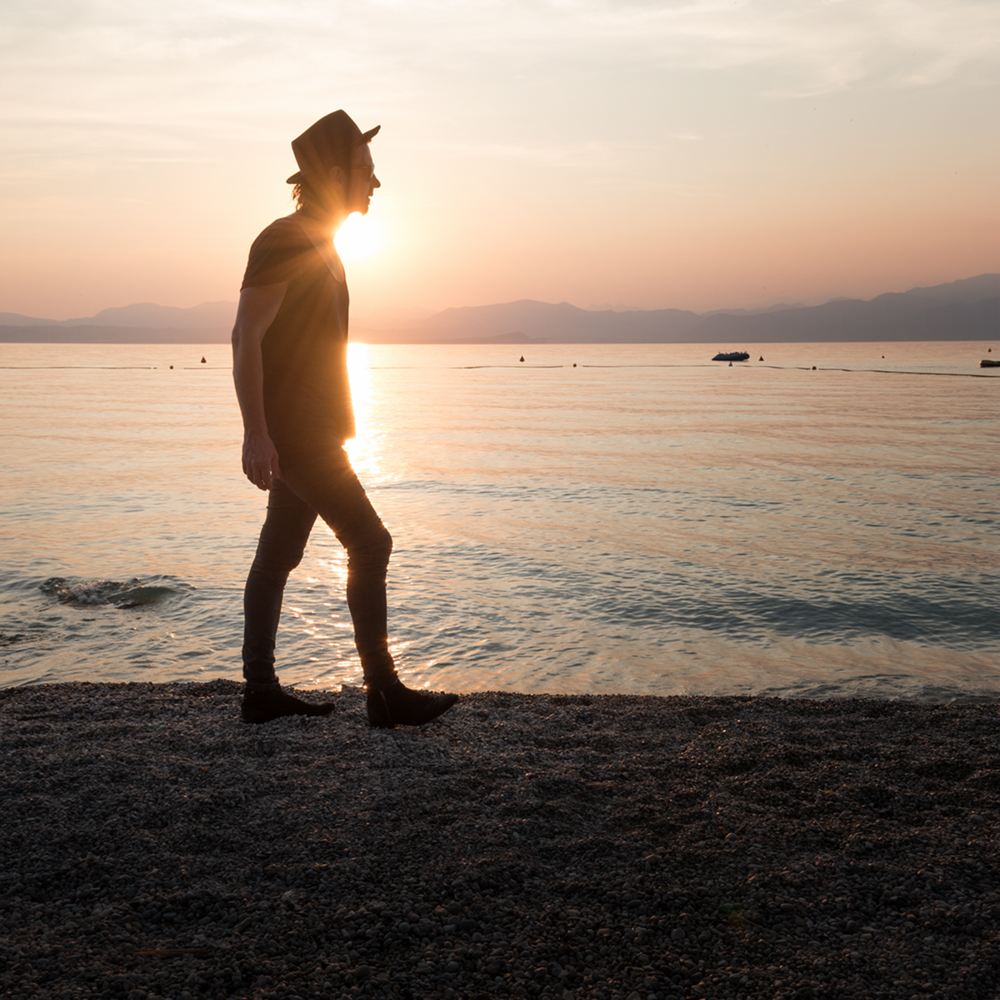
Italien 2016

## Alben
- 2010: Staubige Platte
- 2015: Kleinfeindaheim – Studio-Nord-Bremen Session
- 2016: #20Sechzehn
- 2019: Bunt

## Singles
- 2010: Heile Welt, bei Dir
- 2010: Paris
- 2010: Staubige Platte
- 2011: Für immer – (EP, produziert und komponiert von Norman Keil und Jens Krause)
- 2012: Ayse und Alexander (EP)
- 2012: 8 neue Songs von Norman Keil mit Orchester / arrangiert von Jens Krause (Capitano Studio Hannover)
- 2014: Straße der Einheit
- 2014: Springen in die Nacht (aktuelle EP zum Mauerfall/Wiedervereinigung)
- 2018: Die Liste

## Tour
- 2011: Clubtour (Solo)
- 2012: Clubtour
- 2013: Clubtour (Duo mit Nils Hofmann)
- 2014: Nordtour
- 2015: Clubtour
- 2016: Clubtour
- 2016: Albumreleasetour #20sechzehn (mit Nils Hofmann und Volker Rechin)
- 2017: Clubtour
- 2018: Clubtour (Weil ich bin Tour)

## Wingenfelder

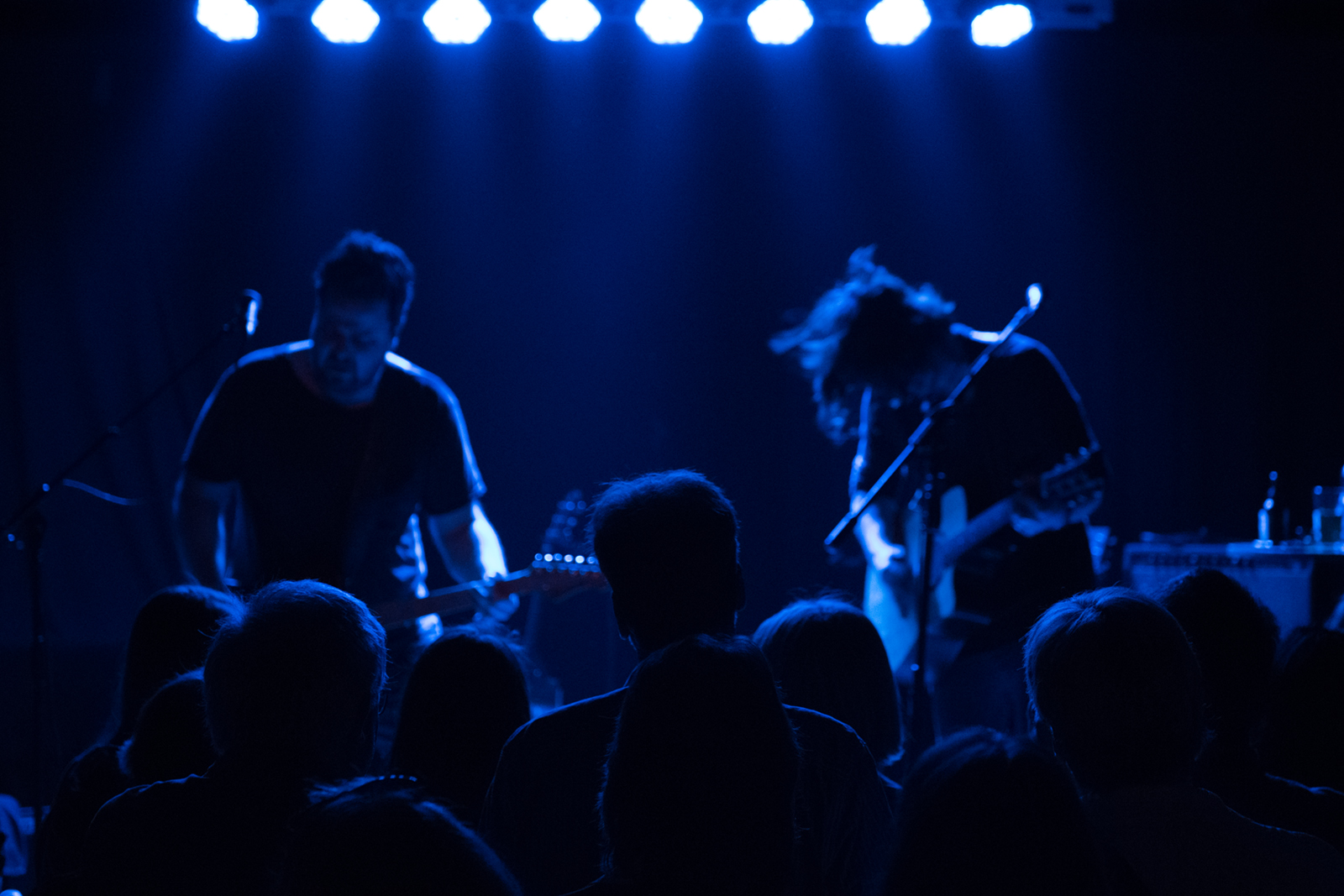
Norman Keil und Nils Hofmann im Indra Musikclub Hamburg, 2016

- 2011: Besser zu zweit (Album) Albumcharts Platz 35
- 2011: Perfekt (Radio Single, Text, Musik und Vorproduktion von Norman Keil)
- 2011: Perfekt (Video)
- 2011: Revolution (Single, Musik und Vorproduktion von Norman Keil)
- 2011: Revolution (Video)
- 2011: Irgendwann zurück (Musik und Vorproduktion von Norman Keil)
- 2011: Deutschlandtour mit Wingenfelder
- 2012: Off the Records (Album)
- 2012: 80’s Girl (Single, neu arrangiert von Norman Keil)
- 2012: Wenn die Zeit kommt (Weihnachtssingle, mit Wingenfelder komponiert)
- 2012: Deutschlandtour mit Wingenfelder
- 2013: Klassenfahrt (Single, Musik & Text von Norman Keil)
- 2013: Wenn die Zeit kommt (Airplay-Charts) und Single-Charts #36
- 2013: Deutschlandtour mit Wingenfelder (Band)
- 2013: Deutschlandtour mit Wingenfelder (Trio)
- 2014: Selbstauslöser (Album, Albumcharts Platz 23)
- 2014: Deutschlandtour mit Wingenfelder
- 2015: Deutschlandtour mit Wingenfelder
- 2016: Deutschlandtour mit Wingenfelder

## Mit anderen Künstlern
- 2010: Zwei Tourneen als Support von Gregor Meyle (Solo und als Trio)
- 2015: Schallwellen
- 2015: Queen Mary 2
- 2016: Mein Schiff 3 – Rockliner 4 mit Udo Lindenberg[3]
- 2017: Mein Schiff 3 – Schallwellen[4] (mit u. a. Max Giesinger, Pur)